# Missile balistique à moyenne portée
Pour un article plus général, voir Missile balistique.

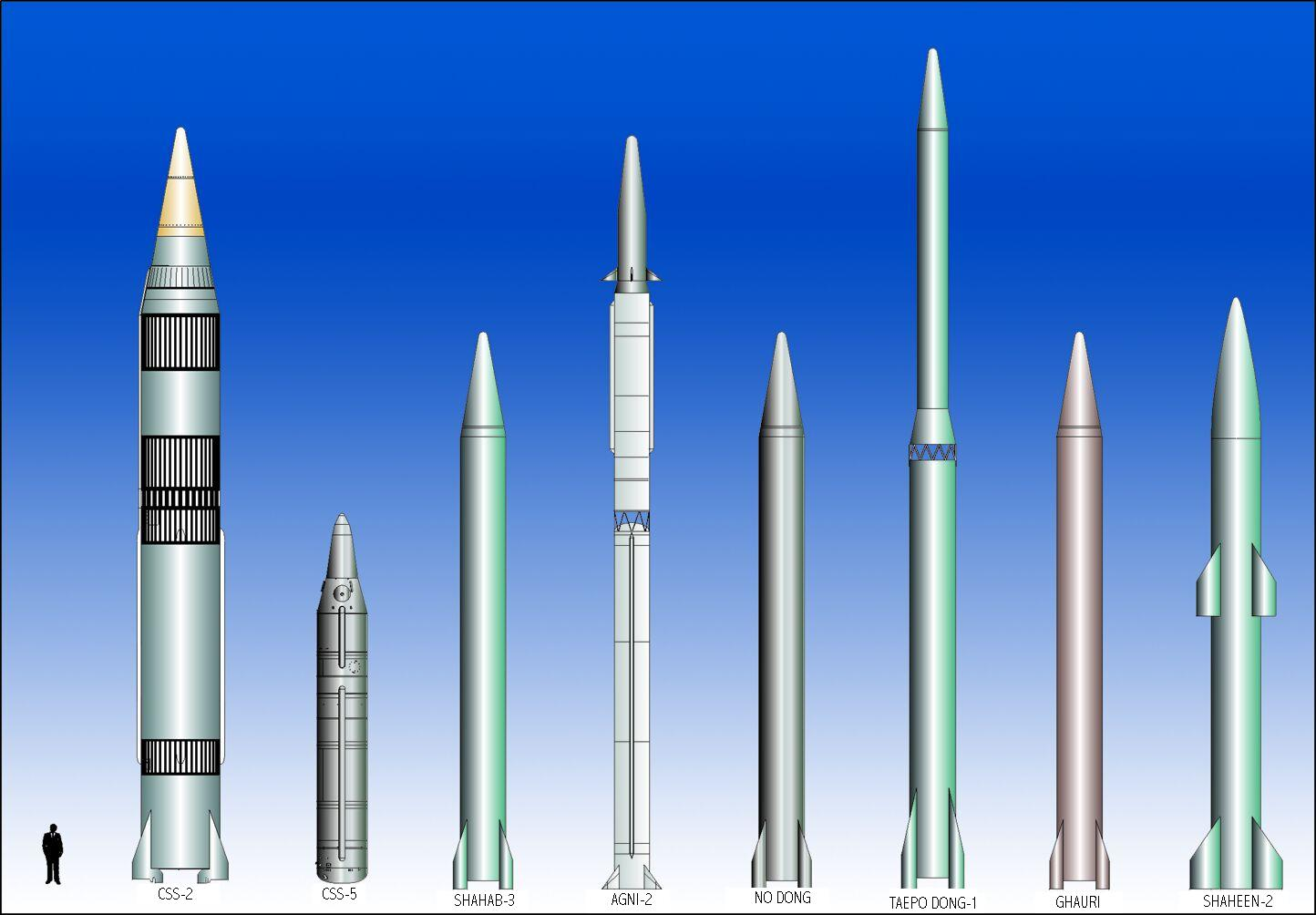
Missiles balistiques à portée intermédiaire et à moyenne portée.

Un missile balistique à moyenne portée (en anglais : medium-range ballistic missile, MRBM) est un type de missile balistique avec une portée comprise entre celle des missiles balistiques à courte portée (< 1 000 km) et celle des missiles balistiques à portée intermédiaire (entre 3 000 et 5 500 km)..

## Portée
La portée dépend des normes de certaines organisations :
- Pour le département de la Défense des États-Unis, un missile de moyenne portée est défini comme ayant une portée maximale de 1 000 à 3 000 km[1].
- Dans la terminologie moderne, les missiles balistiques à moyenne portée font partie du groupe plus vaste des missiles balistiques de théâtre, qui comprend tout missile balistique d’une portée inférieure à 3 500 km.

## Quelques exemples
- Agni-II (2 000 à 3 000 km)  Inde
- Shaheen-III (en)[2](2 750 km)  Pakistan[3]
- Shaheen-II (2 500 km)  Pakistan[4],[5]
- Agni-I (700 à 1 250 km)  Inde[6]
- Ghauri-I (en) (1 200 km)  Pakistan
- Ghauri-II (en) (1 800 km)  Pakistan
- DF-2 (es) (1 250 km)  Chine
- DF-21 (+1 700 km)  Chine
- Jéricho II (1 300 km)  Israël
- Rodong-1 (900 à 1 300 km)  Corée du Nord
- Rodong-2 (bg)  Corée du Nord
- RD-B Musudan  Corée du Nord (à portée minimum)
- KN-11  Corée du Nord (à portée minimum)
- KN-08 (en)  Corée du Nord (à portée minimum)
- Ghadr-110 (en) (2 000 à 3 000 km)  Iran
- Shahab-3 (2 100 km)  Iran
- Fajr-3 (2 500 km (estimation))  Iran
- Ashoura (en) (2 000 à 2 500 km)  Iran
- Sejil (2 000 à 2 500 km)  Iran
- Imad (1 700 km)  Iran
- Fattah-1 (1 400 km)  Iran
- SS-3 Shyster (1 200 km)  Union soviétique
- SS-4 Sandal (2 100 km)  Union soviétique
- J-600T Yıldırım IV (2 500 km)  Turquie
- PGM-19 Jupiter (2 410 km)  États-Unis
- MGM-31 Pershing (1 770 km)  États-Unis
- SSBS S1 (en) (500 km)  France